# Eunicea palmeri
Eunicea palmeri is een zachte koraalsoort uit de familie Plexauridae. De koraalsoort komt uit het geslacht Eunicea. Eunicea palmeri werd in 1961 voor het eerst wetenschappelijk beschreven door Bayer. 